# Dominikanordens högste general
Dominikanordens högste general kallas den högste ledaren för Dominikanorden.

## Lista
- Dominikus av Guzman (1216 -1221)
- Jordan av Sachsen (1222-1237)
- Raimund av Peñafort (1238-1240)
- Johannes Teutonikern (1241-1252)
- Humbert av Romans (1254-1263)
- Johannes av Vercelli (1264-1283)
- Munius av Zamora (1285-1291)
- Stefan av Besançon (1292-1294)
- Nicolaus Boccasini (1296-1298)
- Albertus av Chiavari (1300)
- Bernard av Jusix (1301-1303)
- Aymericus Giliani (1304-1311)
- Béranger av Landore (1312-1317)
- Hervé de Nédellec (1318-1323)
- Barnaba Cagnoli (1324-1332)
- Hugh de Vaucemain (1333-1341)
- Gerard de Daumar (1342)
- Pierre de Baume (1343-1345)
- Garin de Gy (1346-1348)
- Jean de Moulins (1349-1350)
- Simon de Langres (1352-1366)
- Elias Raymond (1367-1380)
- Raimund av Capua (1380-1399)
- Tommaso Paccaroni (1401-1414)
- Leonardo Dati (1414-1425)
- Barthélémy Texier (1426-1449)
- Pierre Rochin (1450)
- Guy Flamochet (1451)
- Marcial Auribelli (1453-1462)
- Conradus de Asti (1462-1465)
- Marcial Auribelli (1465-1473)
- Leonardo Mansueti (1474-1480)
- Salvo Cassetta (1481-1483)
- Bartolomeo Comazzi (1484-1485)
- Barnaba Sansoni (1486)
- Gioacchino Torriani (1487-1500)
- Vincenzo Bandello (1501-1506)
- Jean Clérée (1507)
- Thomas Cajetanus (1508-1518)
- Juan García de Loaysa (1518-1524)
- Francesco Silvestri (1525-1528)
- Paolo Butigella (1530-1531)
- Jean Feynier (1532-1538)
- Agostino Recuperati (1539-1540)
- Alberto de las Casas (1542-1544)
- Francesco Romeo (1546-1552)
- Stefano Usodimare (1553-1557)
- Vincenzo Giustiniani den äldre (1558-1570)
- Serafino Cavalli (1571-1578)
- Paolo Constabile (1580-1582)
- Sisto Fabri (1583-1589)
- Ippolito-Maria Beccaria (1589-1600)
- Jerónimo Xavierre (1601-1607)
- Agostino Galamini (1608-1612)
- Serafino Secchi (1612-1628)
- Niccolò Ridolfi (1629-1642)
- Tommaso Turco (1644-1649)
- Giovanni-Battista de Marinis (1650-1669)
- Juan-Tomás de Rocaberti (1670-1677)
- Antonio de Monroy (1677-1686)
- Antonin Cloche (1686-1720)
- Agustín Pipia (1721-1725)
- Tomás Ripoll (1725-1747)
- Antonin Bremond (1748-1755)
- Juan-Tomás de Boxadors (1756-1777)
- Baltasar de Quiñones (1777-1798)
- Pio-Giuseppe Gaddi (1798-1819)
- Joaquín Briz (1825-1831)
- Francesco-Ferdinando Jabalot (1832-1834)
- Benedetto-Maurizio Olivieri (1834-1835)
- Tommaso-Giacinto Cipolletti (1835-1838)
- Angelo Ancarani (1838-1844)
- Vincenzo Ajello (1844-1850)
- Vincent Jandel (1850-1872)
- Giuseppe Sanvito (1873-1879)
- José-Maria Larroca (1879-1891)
- Andreas Frühwirth (1891-1904)
- Hyacinthe-Marie Cormier (1904-1916)
- Ludwig Theissling (1916-1925)
- Buenaventura García de Paredes (1926-1929)
- Martin Gillet (1929-1946)
- Manuel Suárez (1946-1954)
- Michael Browne (1955-1962)
- Aniceto Fernández Alonso (1962-1974)
- Vincent de Couesnongle (1974-1983)
- Damian Byrne (1983-1992)
- Timothy Radcliffe (1992-2001)
- Carlos Azpiroz Costa (2001-2010)
- Bruno Cadoré (2010-)